# Mungo Park
Mungo Park (11 de septiembre de 1771-1806) fue un explorador y naturalista británico, conocido por sus expediciones al río Níger en África, lugar donde falleció. Después de una exploración de la parte superior del río Níger alrededor de 1796, escribió un libro de viajes titulado Travels in the Interior Districts of Africa [Viajes por los distritos interiores de África] en el que propuso que el Níger y el río Congo se unían para convertirse en un solo río, aunque luego se demostró que son ríos diferentes. Murió durante una segunda expedición, después de haber recorrido con éxito aproximadamente dos tercios del trayecto por el Níger.

## Primeros años y estudios
Nació el 11 de septiembre de 1771, en Selkirkshire (Escocia), en una granja que su padre tenía alquilada al duque de Buccleuch. Aunque eran agricultores arrendatarios, la familia gozaba de una situación relativamente acomodada y pudieron pagar para que Park recibiera una buena educación. A la edad de catorce años, fue aprendiz de Thomas Anderson, cirujano de Selkirk. Park conoció en esa época a la hija de Anderson, Allison, quien más tarde se convertiría en su esposa.
En octubre de 1788, Park comenzó sus estudios de medicina y botánica en la Universidad de Edimburgo. Durante su periodo universitario dedicó un curso al estudio de la historia natural con el naturalista John Walker. Pasó un verano recogiendo flora con su cuñado, James Dickson. Dickson era un botánico que había comenzado su carrera como jardinero y comerciante de semillas en Covent Garden, en Londres, y que en 1788 fundó, junto a Sir Joseph Banks, la Sociedad Linneana de Londres. En enero de 1793, Park completó su educación médica, pasando los exámenes orales en el Colegio de Cirujanos de Londres.

## Exploraciones

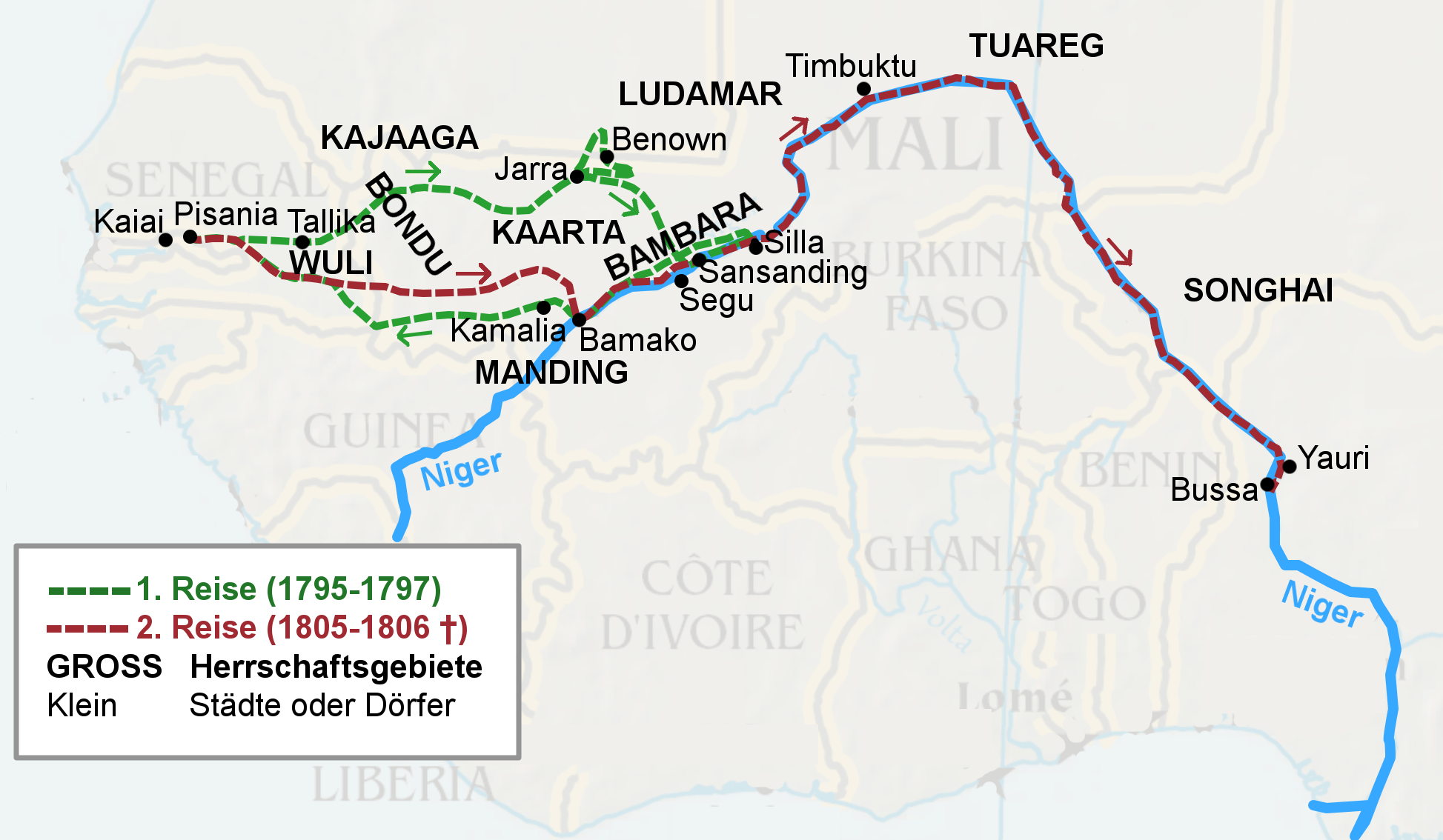
Rutas de las exploraciones de Mungo Park en el río Níger

### Viaje a Sumatra
Terminados sus estudios, y gracias a una recomendación de Banks, obtuvo un puesto de cirujano asistente a bordo del barco East Indiaman Worcester, de la Compañía Británica de las Indias Orientales. En febrero de 1793, el Worcester navegó hacia Benkulen, en la isla de Sumatra. A su regreso, Park dio una conferencia ante la Sociedad Linneana, describiendo ocho nuevos peces de Sumatra. También obsequió a Joseph Banks con varias raras plantas de Sumatra.

### Primera expedición al río Níger

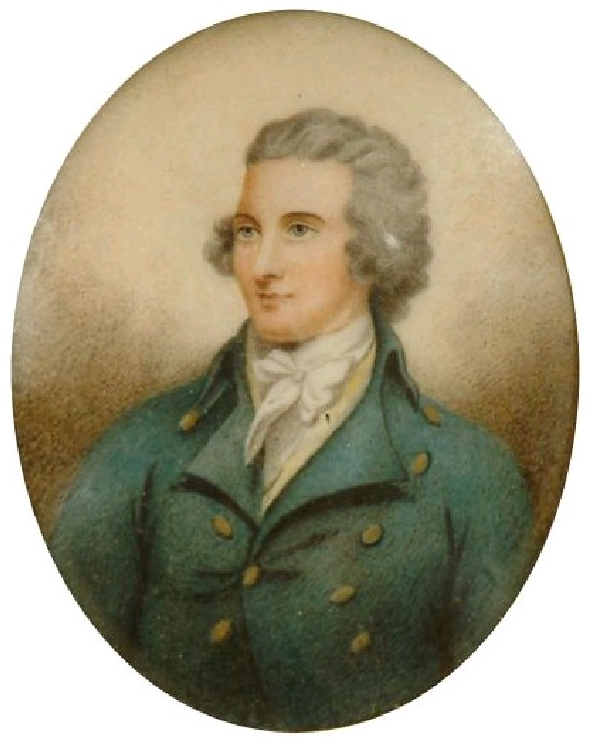
Retrato oval en miniatura de Mungo Park, hecho en mica, de 9.5 × 7.5 cm

Apasionado por los viajes, Mungo Park se ofreció en septiembre de 1794 como voluntario a la African Association (Asociación para la Promoción del Descubrimiento de Partes del Interior de África), que buscaba un sucesor para el mayor Daniel Houghton, enviado en 1790 para descubrir el curso río Níger y muerto en el desierto del Sáhara. 
En esa época, el principal enigma geográfico del África Occidental era el curso del Níger. Un río que, debido al relieve, nace a cientos de kilómetros de la costa pero da una vuelta de unos cuatro mil kilómetros por el interior antes de alcanzar el golfo de Guinea. Los geógrafos europeos sólo sabían de este gran río lo que habían escrito Plinio, Idrisi y León el Africano; este último había desorientado los conocimientos sobre el río, afirmando que el Níger fluía hacia el oeste. A finales del siglo XVIII, en Europa sólo existían algunas teorías vagas: por ejemplo, que el Níger no era un río independiente, sino simplemente otro nombre para el río Gambia o el río Senegal, que fluyen hacia el oeste. O, si esto fuera incorrecto, que el río fluye hacia el este, hacia el Congo e incluso hacia el Nilo. No se sabía a qué río pertenecían las entradas que se abrían en el golfo de Guinea.
Con el apoyo de Sir Joseph Banks, Park fue seleccionado por la African Association. Propuso reemprender las exploraciones de Houghton y partió en mayo de 1795 de Portsmouth, en el bergantín Endeavour, un barco que viajaba a Gambia para comerciar con cera de abejas y marfil. Park descubrió que en aquella zona se hablaba de dos ríos distintos, el Senegal y el Níger, que hasta aquel momento se habían considerado como un único caudal de agua.  
Acompañado por cuatro porteadores senegaleses, en junio de 1795 alcanzó la desembocadura del río Gambia y remontó el río 300 kilómetros, hasta una estación comercial británica llamada Pisania (actual Karantaba).  Aprendió el idioma mandinga gracias al médico del puesto y empezó su periplo por las tierras del interior en diciembre de 1795. Acompañado por dos guías locales, eligió la ruta que cruzaba la cuenca superior del Senegal y atravesaba la región semidesértica de Kaarta. Atravesó el lecho del río Senegal, visitó Moullé, Bondou y Kaarta. Las guerras tribales de la zona hicieron que la única ruta posible fuera hacia el norte, llegando al reino musulmán de Ludamar, al borde del desierto del Sáhara. Allí fue encarcelado por el monarca local durante cuatro meses, siendo tratado como esclavo y desposeído de todo cuanto llevaba, excepto su brújula.
En julio de 1796 escapó, solo y sin nada más que su caballo y una brújula de bolsillo. Estuvo tres días vagando hasta alcanzar territorio fulani, donde fue ayudado por los indígenas. El día 21 de julio alcanzó el tan buscado río Níger a su paso por la ciudad de  Segou, siendo el primer europeo en hacerlo. Siguió por el río durante 130 km hasta Silla, donde se vio obligado a regresar, al carecer de recursos para ir más lejos. Sintiéndose agotado y enfermo, decidió volver a Segou. En su viaje de regreso tomó una ruta más al sur de la que había seguido inicialmente, manteniéndose cerca del río Níger hasta Bamako, actual capital de Malí, siguiendo así el curso del río a lo largo de unos 500 km. Había empezado la estación de las lluvias, y el viaje se hizo más penoso aún que en el desierto. Llegó agotado a Kamalia, donde se debatió varios días entre la vida y la muerte; salvó su vida gracias a un mercader de esclavos en cuya casa fue acogido durante los siguientes siete meses.  
Finalmente, llegó a la estación comercial británica de Pisania en junio de 1797. Al no poder reservar un pasaje directamente a Inglaterra desde Bathurst, abordó un barco de esclavos con destino a América. Como había aprendido el idioma mandinga durante sus viajes, sirvió como médico para los esclavos del barco, muchos de los cuales murieron en el camino. El barco se vio obligado a atracar en la isla de Antigua, desde donde Park regresó a Escocia en diciembre. Se le daba por muerto y su regreso a casa con las noticias de su exploración del río Níger y de que el Senegal y el Níger eran dos ríos distintos, provocó un gran entusiasmo público.

### Segundo viaje al río Níger

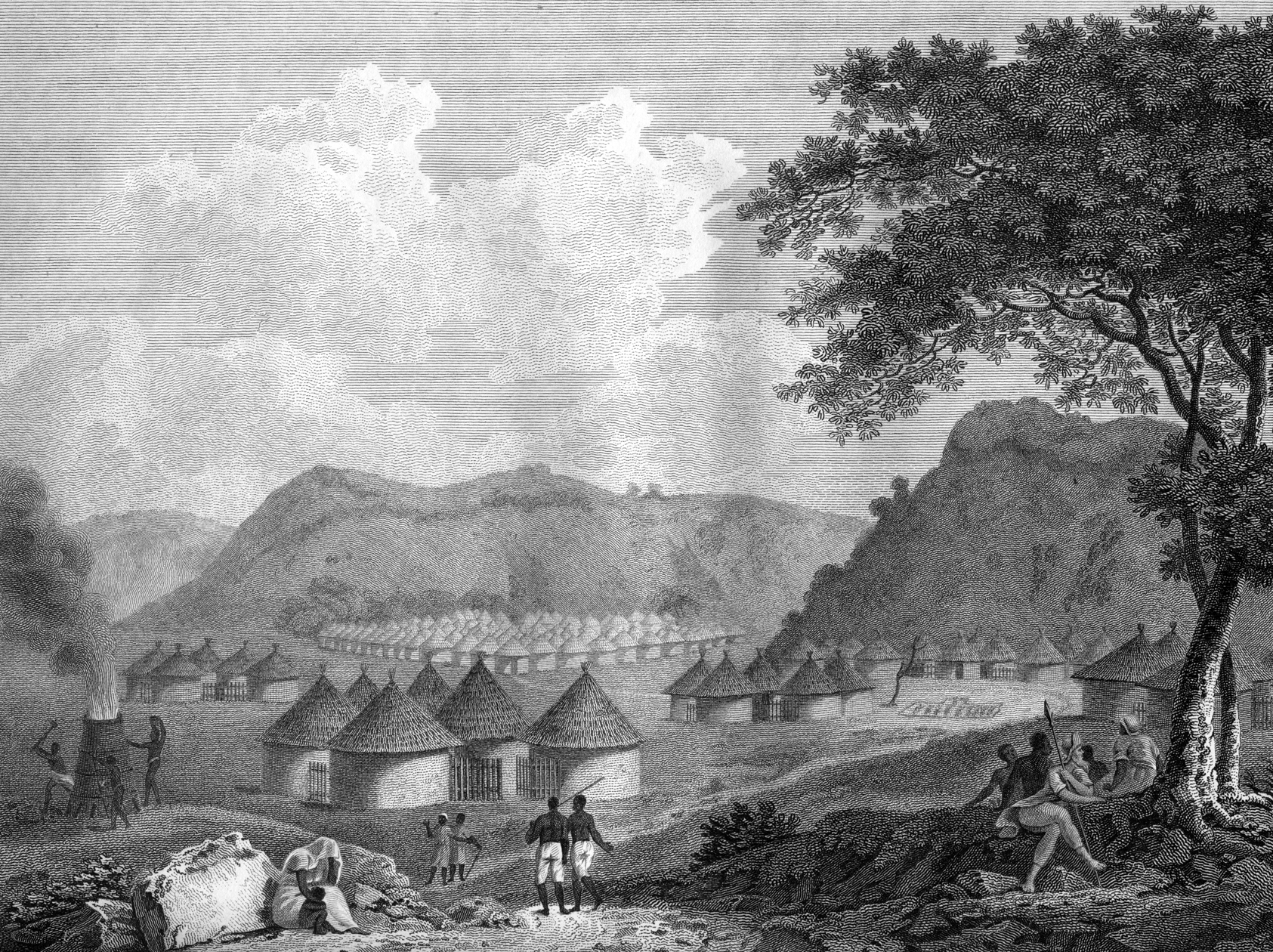
Vista de Kamalia en el país Mandingo, del libro de Mungo Park Travels in the Interior Districts of Africa

Seis meses después de su partida, de vuelta ya en el Reino Unido, publicó el relato de su viaje como Travels in the Interior Districts of Africa (Viajes a las regiones interiores de África), que constituyó un gran éxito. Su libro se convirtió en un éxito de ventas porque detallaba lo que observó, a qué sobrevivió y las personas que encontró. Sus descripciones científicas y objetivas establecieron un estándar a seguir para los futuros escritores de viajes y dieron a los europeos una idea de la humanidad y la complejidad de África, que Park presentó como un vasto continente inexplorado por los europeos. 
Park volvió a su casa natal en Escocia y, en agosto de 1799, se casó con Allison, la hija de su maestro Thomas Anderson. Un proyecto para ir a Nueva Gales del Sur fracasó, y en octubre de 1801 Park se mudó a Peebles, donde ejerció como médico. En el otoño de 1803, el gobierno invitó a Park a liderar otra expedición al Níger, pues quedaba pendiente la respuesta a la pregunta de adonde se encaminaba el Níger si no desembocaba en el Senegal, como había quedado demostrado en el anterior viaje.
Park, irritado por la dureza y monotonía de la vida en Peebles, aceptó la oferta, pero la expedición se retrasó. Parte del tiempo de espera lo dedicó a perfeccionar su árabe con su maestro, Sidi Ambak Bubi, nativo de Mogador (ahora Esauira, en Marruecos). En septiembre de 1804, Park fue convocado a Londres para emprender la nueva expedición. Park había adoptado en ese momento la teoría de que el Níger y el Congo eran un mismo río.
Hizo grandes preparativos que incluían mucha mercancía, varios oficiales británicos, treinta y cinco soldados y dos marineros. La estrategia era equivocada ya que lo que le había permitido sobrevivir en su primer viaje fue marchar casi en solitario, de modo que los habitantes de las regiones por donde pasó no le vieron como una amenaza. A finales de enero de 1805 zarpó del puerto inglés de Portsmouth hacia la isla de Gorea, base del comercio de esclavos, frente a Dakar. La expedición comenzó tarde en la temporada de lluvias y no llegó al Níger hasta mediados de agosto, cuando sólo quedaban con vida once europeos; el resto había sucumbido a la fiebre o la disentería. Se dirigió hacia Bamako, enclavada en el río Níger. Desde Bamako el viaje hasta Segou se hizo en canoas. Ya en Segou la expedición era un fracaso, porque las enfermedades y las emboscadas de los indígenas la habían diezmado y sólo quedaban cuatro europeos en el grupo. Park se preparó para su viaje por la parte aún desconocida del río y con la ayuda de un soldado, el único capaz de trabajar, convirtieron dos canoas en un barco bastante bueno, de 12 m de largo. Lo bautizó como goleta H.M. Joliba —el nombre nativo del río Níger— y, con los miembros supervivientes de su grupo, zarpó río abajo el 19 de noviembre . Antes de su partida, Park le entregó a Isaaco, un guía mandingo que había estado con él hasta el momento, cartas para que las llevara a Gambia y desde allí las enviaran a Gran Bretaña. 
Los comerciantes musulmanes a lo largo de esta sección del Níger no creían que Park estuviera explorando simplemente por curiosidad intelectual, sino que estaba explorando rutas comerciales europeas; veían a Park como una amenaza a su dominio comercial. Presionaron a las tribus del río para que mataran a Park, que adoptó la política de mantenerse alejado de la orilla del río mientras atacaba a cualquiera que se acercara. En el trayecto, evitó pagar peajes y sobornos para pasar por cada reino, ganándose por ello la ira de los gobernantes locales, que enviaban mensajeros a la siguiente tribu río abajo avisándoles de que un intruso peligroso se acercaba. La política de Park de disparar primero y enfrentarse a la población local, matando en algunos casos a un número significativo de nativos, convirtió a los europeos en una especie de parias.  

### Trágico final
Recorrieron todavía unos 1600 km del río Níger, antes de ser atacados con flechas y lanzas por los hausas, y de ahogarse junto con el resto de sus compañeros en los escollos de Busa (Nigeria). Un guía y porteador, único superviviente, informó de su trágico final.La historia se conoce porque, ante la falta de noticias de la expedición, el gobierno británico contrató a Isaaco para que fuera al Níger para determinar el destino de Park. En Sansanding, Isaaco encontró a Amadi Fatouma, el guía que había ido río abajo con Park. Amadi, que había quedado prisionero mientras la expedición seguía por el río, fue liberado y habló con el único superviviente, de quien se obtuvo la historia de la escena final.
Según el único superviviente, uno de los esclavos que iban en la expedición, la canoa de Park había descendido el río hasta Sibby sin incidentes. Después, fueron atacados por canoas nativas en numerosas ocasiones: el grupo de Park rechazó a los perseguidores con armas de fuego. Park, que tenía muchas provisiones y municiones, mantuvo su resolución de mantenerse alejado de los nativos. El barco también escapó de los muchos peligros que conlleva navegar por un río desconocido lleno de rápidos, pues Park había construido el Joliba de modo que solo sobresaliera 30 cm del agua. Finalmente, en los rápidos de Bussa, no muy lejos de Yauri, el barco de Park quedó atascado en una roca. En la orilla se reunieron nativos hostiles, que atacaron al grupo con arcos y flechas y arrojando lanzas. Como su posición era insostenible, Park y los tres británicos restantes saltaron al río y se ahogaron. El único superviviente fue el esclavo que contó la historia a Amadi. Se cree que los restos de Mungo Park fueron enterrados en las orillas del río Níger en Jebba, Nigeria.

### Secuelas

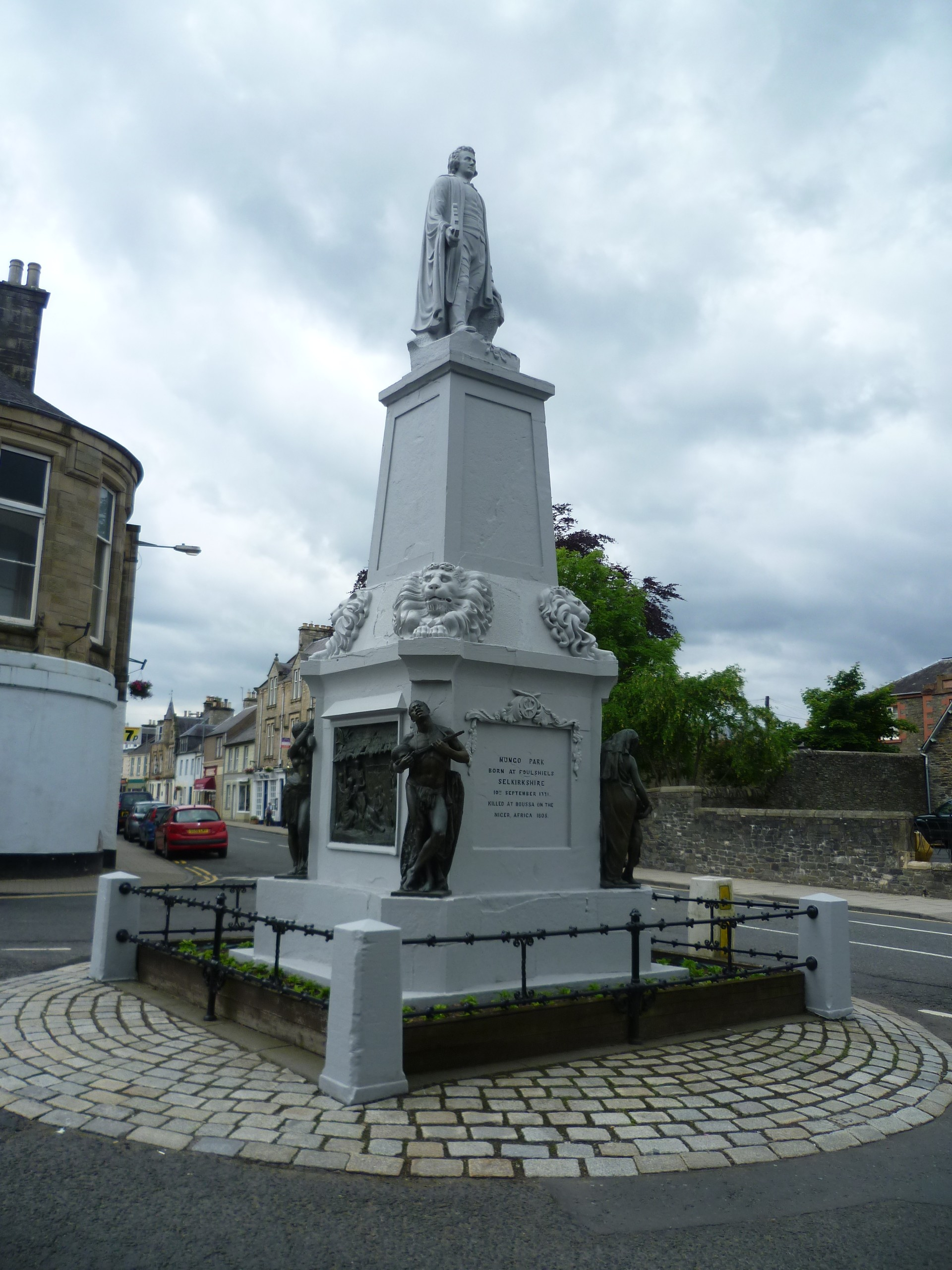
Monumento a Mungo en Selkirk, por Andrew Currie

Amadi le pagó a un hombre peulh para obtener el cinturón de la espada de Park, y luego se lo entregó a Isaaco, que más tarde obtuvo algunos otros efectos de Park. En 1827, su segundo hijo, Thomas, desembarcó en la costa de Guinea con la intención de llegar a Bussa, pues pensaba que su padre podría no estar muerto y estar detenido como prisionero, pero después de penetrar un poco tierra adentro murió de fiebres. 
Con la muerte de Park, el misterio del Níger quedó sin resolver. Su teoría de que el Níger y el Congo eran el mismo río se convirtió en la opinión general en los años posteriores. En 1821, James McQueen publicó un libro en el que expuso correctamente todo el curso del Níger, pero sus teorías no recibieron mucha atención. Se organizaron varias expediciones fallidas, y el misterio finalmente se resolvería veinticinco años después de la muerte de Park, en 1830, cuando Richard Lander y su hermano John se convirtieron en los primeros europeos en seguir el curso del Níger desde su nacimiento hasta el océano.
Los apuntes de Mungo Park sobre sus descubrimientos y aventuras desaparecieron en el accidente. El último escrito de Park que llegó a Europa predecía su destino:

Me embarco hacia el este; me confío a la corriente del Níger, con la firme intención de saber cuanto sea posible sobre su curso y su desembocadura. Aunque sea peligroso no me detendré; así por lo menos se sabrá algo del Níger; que es mi tumba.
Mungo Park

## Reconocimientos
La Real Sociedad Geográfica Escocesa otorga anualmente la Medalla Mungo Park en honor a Park.
Varias ciudades de Reino Unido, como Rainham, Orpington, Glasgow y Gravesend, llevan su nombre. También la ciudad de Lillerød, en Dinamarca, y la de Abuya, capital de Nigeria.

## En la ciencia
- La abreviatura «Park» se emplea para indicar a Mungo Park como autoridad en la descripción y clasificación científica de los vegetales.[2]